# Tangel

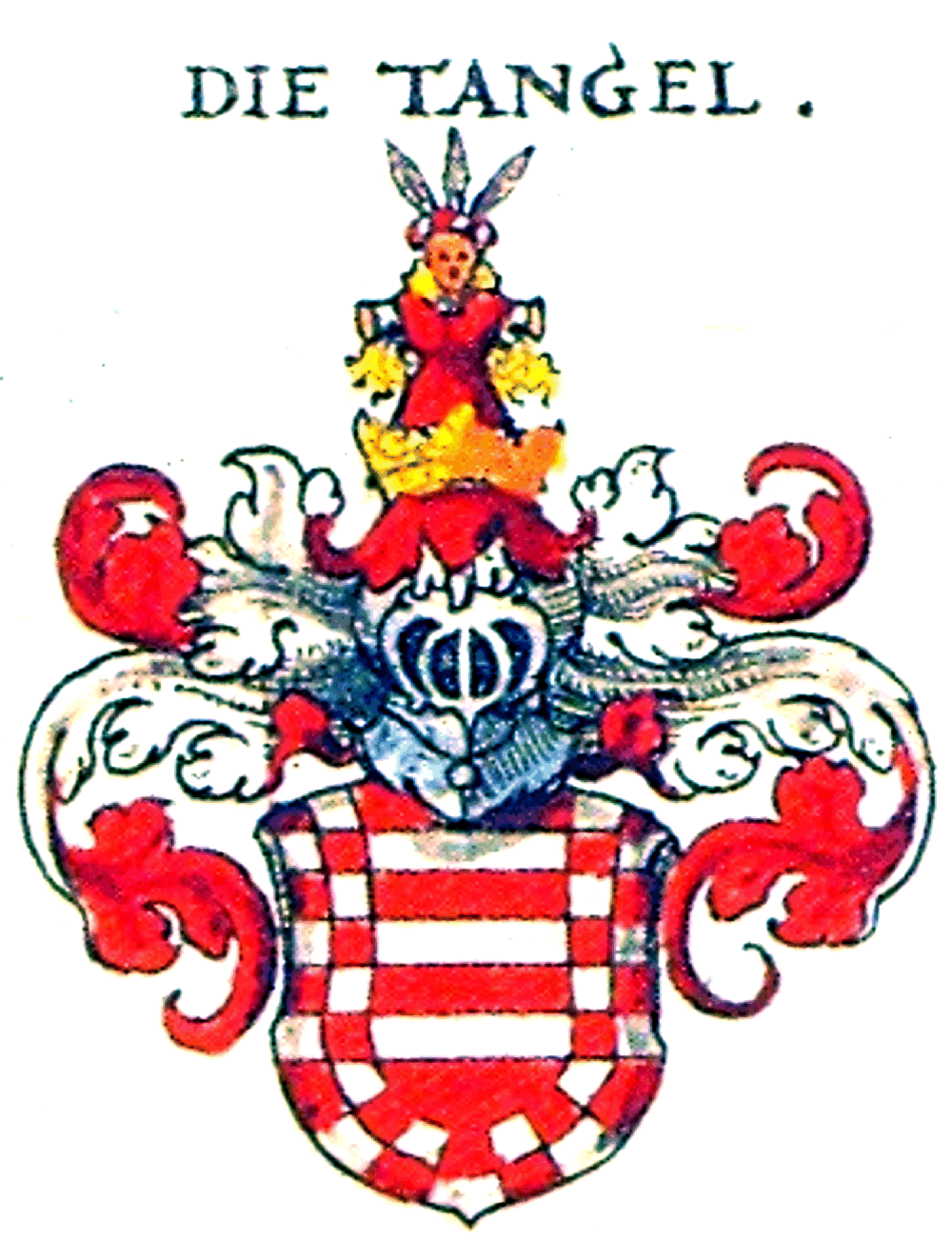
Wappen derer von Tangel in Siebmachers Wappenbuch von (1605)

Die von Tangel bzw. Thangel, waren ein uradliges, altritterliches, thüringisches Geschlecht auf Tannroda.

## Geschichte
Die Familie soll mit Heinrich Thangeln erstmals 961 erwähnt worden sein, als dieser vom späteren Kaiser Otto zum Ritter geschlagen wurde.
Ursprünglich wurde die Familie von Daniel auch Taniel genannt, erstmals 1205 und 1217 mit den Daniel zu Helbra und nachfolgend 1340 mit den Gebrüdern Daniel, Ritter und 1396 mit den Gebrüdern Dietrich und Hans Daniel erwähnt. Eine Grabplatte des Eitel Daniel († 1481) und seiner Frau Elisabeth befindet sich in der Stadtkirche St. Michaelis von Jena Inschrift: A. Chr. 1487 obiit Elisabetha Danielin in die Martii. Die Familie nannte sich erst ab dem 16. Jahrhundert Dangel, Tangel oder Thangel.
Ihre Rittergüter lagen zu Haina, Heldrungen (Roter Hof), Mühlberg bei Erfurt, Neumark, Ostramondra, Roldisleben, Tannroda, Thangelstedt (Blankenhain), Burg Denstedt bei Weimar, Vehra und Wallichen. Heinrich II. war 1566 Administrator der Landkomturei des Deutschen Ordens zu Eger in Böhmen. Wolfgang Friedrich Tangel auf Ostramundra verkaufte 1670 das Gut Roldisleben an seinen Schwiegersohn Hans Christian von Werthern auf Lossa. Georg Heinrich und Georg Wolff von Tangel waren Mitglieder der Fruchtbringenden Gesellschaft. Die Familie ist Ende des 18. Jahrhunderts in Thüringen erloschen. Eine Linie setzte sich in Werschetz (heute Vrsac in Serbien) im Banat fort, deren männliche Linie Mitte des 20. Jahrhunderts erlosch.
In der Kirche von Denstedt finden sich von Angehörigen Grabsteine und das Familienwappen in Holz. In der Thangelstedter Kirche befindet sich Gedenktafeln an der Ostwand der Sakristei, ein Brustbild des weimarischen Rates und Jägermeisters Christoph Friedrich von Thangel († 1690). Das farbige Wappen darüber ist aus Holz. Links davon hängt sein großes Wappen. Rechts von dem Bildnis eine Tafel mit Lebensnachrichten des Herrn Thangel von Thangelstedt.
In Vehra, an der Ostseite der alten Kirche, befand sich ein Grabstein des kursächsischen Rats Ganglof von Thangel (oo 1583 Katharina von Naso) mit der Jahreszahl 1592 und mit Wappen der Familien von Thangel: von Schönfeld, von Walsberg, von Ammendorf, von Lehnau, von Bünau, von Teutleben und von Ebeleben.

## Wappen

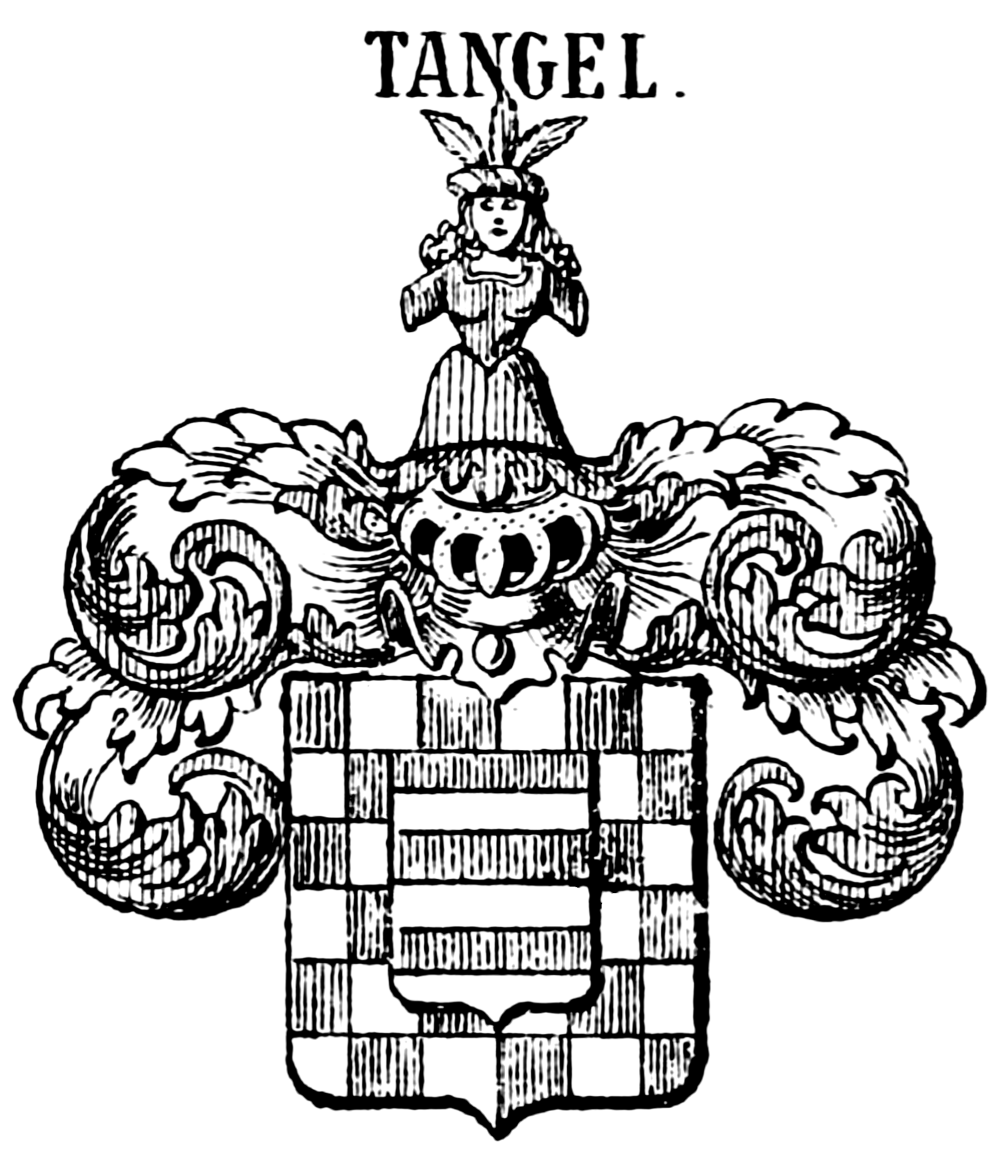
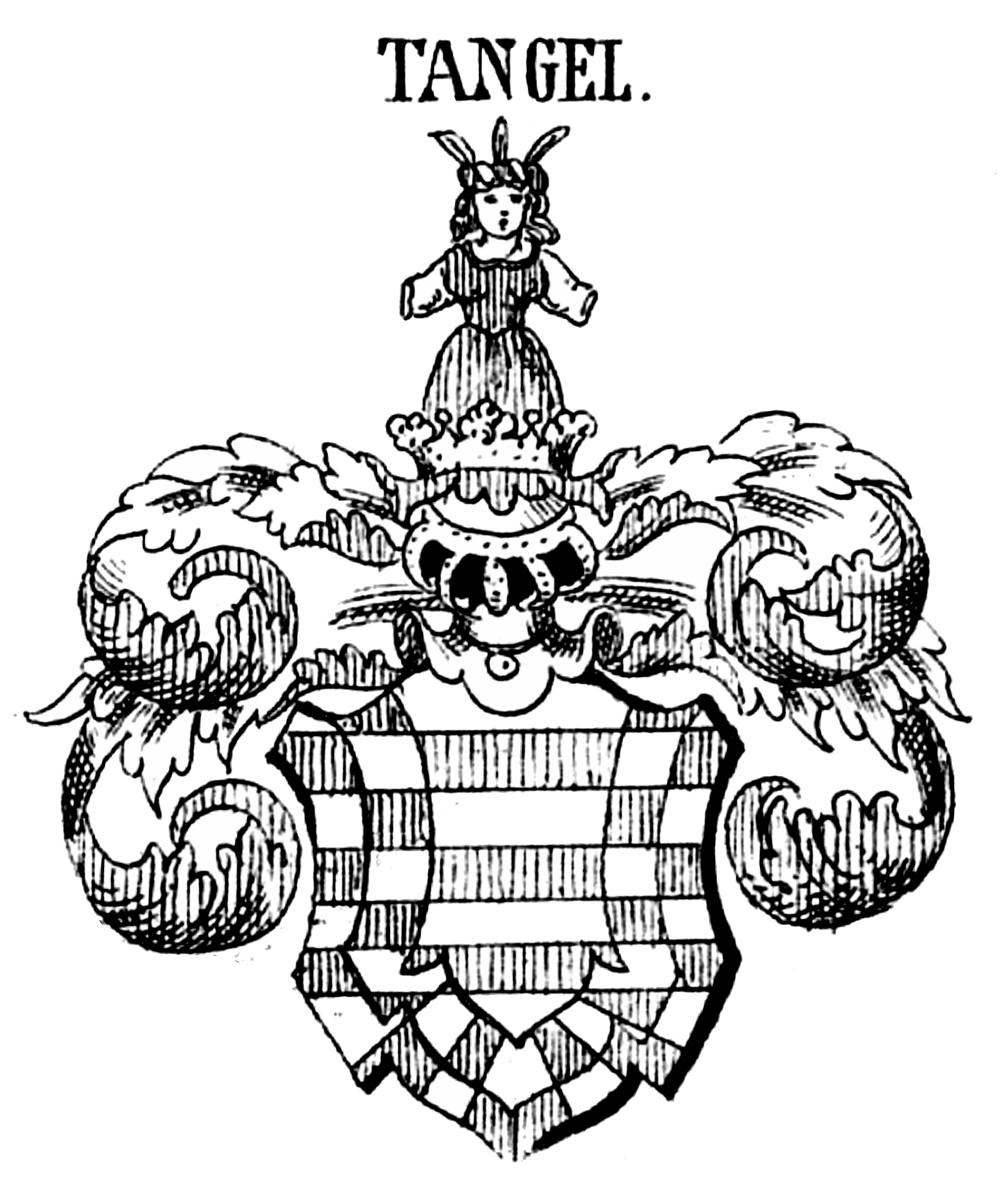

Blasonierung: Der Schild ist innerhalb einer in zwei Reihen von Rot und Silber geschachten Einfassung von Rot und Weiß sechsmal geteilt. Auf dem gekrönten Helm eine wachsende, rot gekleidete Frau ohne Arme, deren von einem rot-silbernen Türkenbund umwundenen Kopf mit drei silbernen Federn besteckt ist. Die Decken sind Rot und Silber.
Wappen in Siebmachers Wappenbüchern